# Sonntagsgebot

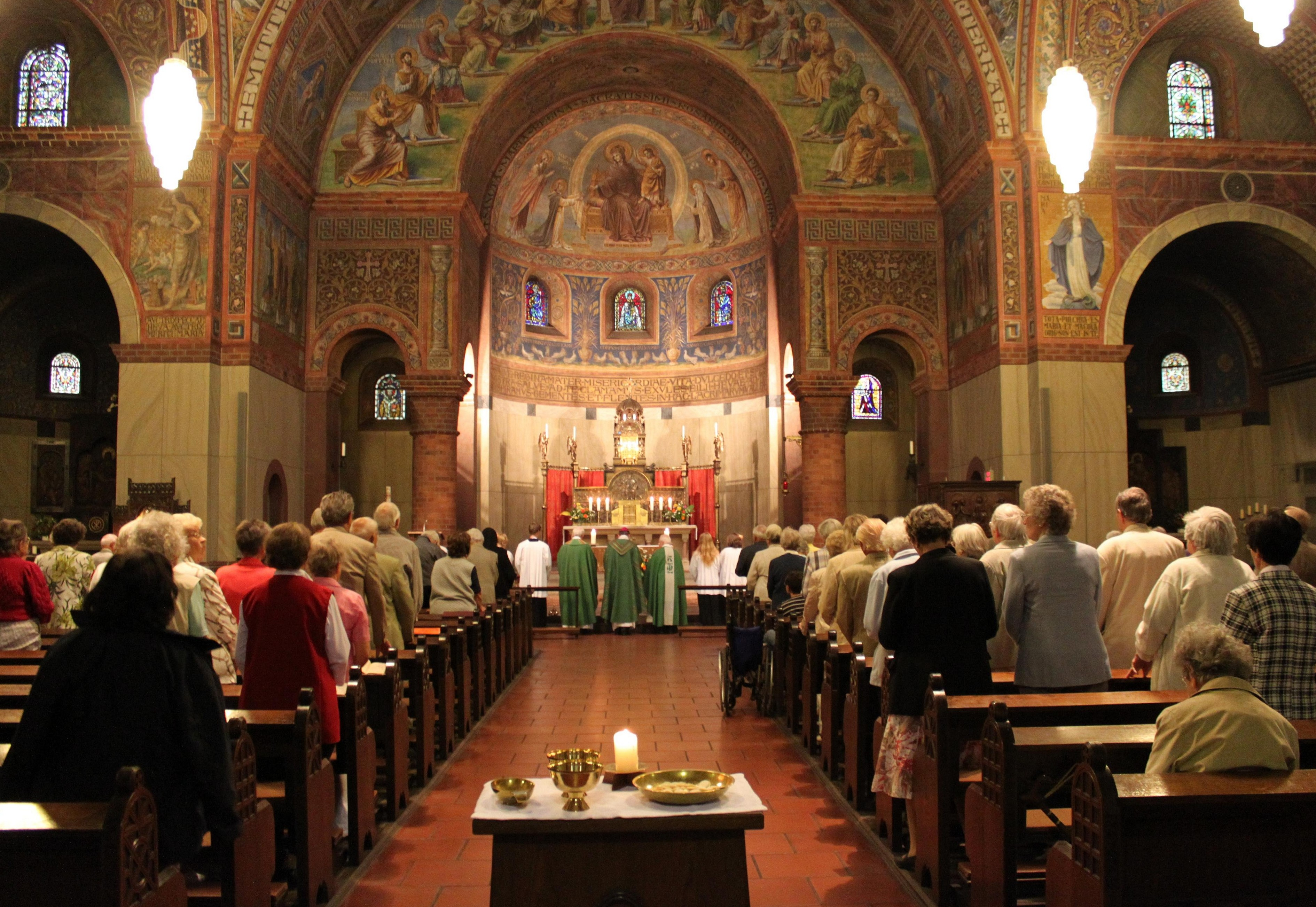
Sonntagsmesse in der Rosenkranz-Basilika (Berlin-Steglitz)

Unter Sonntagsgebot (auch Sonntagspflicht) versteht die römisch-katholische Kirche das Kirchengebot, am Sonntag und an den gebotenen Feiertagen der heiligen Messe andächtig beizuwohnen (can. 1247 CIC). Es gilt für alle römisch-katholischen Christen ab dem siebten Lebensjahr und leitet sich aus dem dritten der zehn Gebote und aus dem inneren Wesen der Kirche als Communio (Gemeinschaft) ab. Dem Gebot kommt nach, wer an einer heiligen Messe teilnimmt, wo immer sie in katholischem Ritus am Feiertag selbst oder am Vorabend gefeiert wird. Zum Kommunionempfang sind die Gläubigen nur einmal jährlich, möglichst in der Osterzeit, verpflichtet (can. 920 CIC).
Naturgemäß gilt das nur bedingt: Ausnahmen – wie sie z. B. im von der Deutschen Bischofskonferenz herausgegebenen katholischen Erwachsenenkatechismus erwähnt werden – können z. B. sein:
- unzumutbare Belastungen (zum Beispiel Krankheit, weite Wege)
- Verpflichtungen der Nächstenliebe (zum Beispiel Pflege schwerkranker Angehöriger, Sorge für kleine Kinder)
- schwere persönliche Nachteile (zum Beispiel Gefahr der Zerrüttung einer Ehe).

Der Gläubige ist verpflichtet, bei längeren Verhinderungen dafür Sorge zu tragen, dass sein religiöses Leben trotzdem nicht erkaltet. Der Katholische Erwachsenenkatechismus erwähnt, dass er sich in der Regel Alternativen suchen wird (dies stellt im strengen Sinn keine eigene Pflicht dar); als Beispiele werden genannt: „Gebet, Lesen der Schrift, Meditation, Empfang der Krankenkommunion durch Kommunionhelfer, Gottesdienstbesuch an einem Wochentag, Wortgottesdienst auf einer Außenstation“.
Der Pastoraltheologe Stefan Gärtner wendet gegen eine Pflicht zum Besuch der heiligen Messe ein, die Sonntagspflicht widerspreche dem Wesen der Eucharistie als Fest des Glaubens. Christen antworteten darin auf die Heilszusage Gottes in Jesus Christus „mit Lob und Dank und einem Festmahl, das an die Taten des Gottessohnes, seinen Tod und seine Auferstehung erinnert. Daran kann ein Getaufter nicht anders als in Freude und voller Dankbarkeit mittun.“ Eine Pflicht zur Teilnahme sei darum ein Widerspruch in sich.

## Entwicklung
Klagen über das Fernbleiben von der Versammlung der Gemeinde gibt es schon im Neuen Testament (Hebr 10,25 ). Der älteste Nachweis der Pflicht zum Messbesuch sind Beschlüsse der Synode von Elvira, die zwischen 295 und 314 stattfand (also bereits vor der konstantinischen Wende), die aber nur für die Bistümer in Spanien galt. Seit wann das Gebot kirchenweit galt, ist nicht eindeutig zu bestimmen. Im Codex Iuris Canonici (CIC) 1917 und 1983 wird es bestätigt. Im CIC 1983 lautet es:

„Am Sonntag und an den anderen gebotenen Feiertagen sind die Gläubigen zur Teilnahme an der Messfeier verpflichtet; sie haben sich darüber hinaus jener Werke und Tätigkeiten zu enthalten, die den Gottesdienst, die dem Sonntag eigene Freude oder die Geist und Körper geschuldete Erholung hindern.“

In seinem apostolischen Schreiben Dies Domini (1998) bekräftigte Papst Johannes Paul II. die hohe Bedeutung des Sonntagsgebotes.
Während der Coronapandemie wurde vom Gebot 2020 wegen Gottesdienstverboten und mit Rücksicht auf den Gesundheitszustand der Gläubigen zunächst dispensiert, mit zunehmenden Maßnahmenlockerungen und geringer werdender pandemischer Gefährdung vielerorts wieder eingeführt.